# Сент-Мор-де-Турен (коммуна)
Сент-Мор-де-Туре́н (фр. Sainte-Maure-de-Touraine) — муниципалитет (коммуна) во Франции, в регионе Центр, департамент Эндр и Луара.
Муниципалитет расположен на расстоянии около 240 км на юго-запад от Парижа, 135 км на юго-запад от Орлеана, 32 км на юг от Тура.
Сент-Мор-де-Турен является центром производства козьего сыра и продуктов из него. Он также известен своими дольменами.

## Население
Население — 4 007 человек (2007).
| 1793  | 1800  | 1806  | 1821  | 1831  | 1836  | 1841  | 1846  | 1851  | 1856  | 1861  | 1866  |
| ----- | ----- | ----- | ----- | ----- | ----- | ----- | ----- | ----- | ----- | ----- | ----- |
| 2 230 | 2 179 | 2 108 | 2 253 | 2 259 | 2 534 | 2 602 | 2 701 | 2 744 | 2 678 | 2 595 | 2 603 |

| 1872  | 1876  | 1881  | 1886  | 1891  | 1896  | 1901  | 1906  | 1911  | 1921  | 1926  | 1931  |
| ----- | ----- | ----- | ----- | ----- | ----- | ----- | ----- | ----- | ----- | ----- | ----- |
| 2 409 | 2 318 | 2 462 | 2 547 | 2 602 | 2 518 | 2 612 | 2 529 | 2 527 | 2 355 | 2 384 | 2 374 |

| 1936  | 1946  | 1954  | 1962  | 1968  | 1975  | 1982  | 1990  | 1999  | 2006  | 2007  |
| ----- | ----- | ----- | ----- | ----- | ----- | ----- | ----- | ----- | ----- | ----- |
| 2 537 | 2 743 | 2 740 | 3 069 | 3 574 | 4 016 | 4 130 | 3 983 | 3 909 | 3 995 | 4 007 |

## Достопримечательности
- Церковь Сент-Мор — церковь, построенная в готическом стиле, под которой находятся склепы IX—XI веков, является памятником истории с 1926 года.
- Часовня Богородицы — построена в XIX веке на месте часовни XV века.
- Монастырь Сент-Месмен (фр. Prieuré Saint-Mesmin) — основан в 1060 году, с 1948 года является историческим памятником.
- Монастырь Нотр-Дам-де-Верту (фр. Couvent Notre-Dame-des-Vertus) — построен в 1682 году.
- Замок рода Роган — построен в 990 году, перестроен в XIV и XV веках, в замке находится музей народного искусства и творчества

## Фотографии

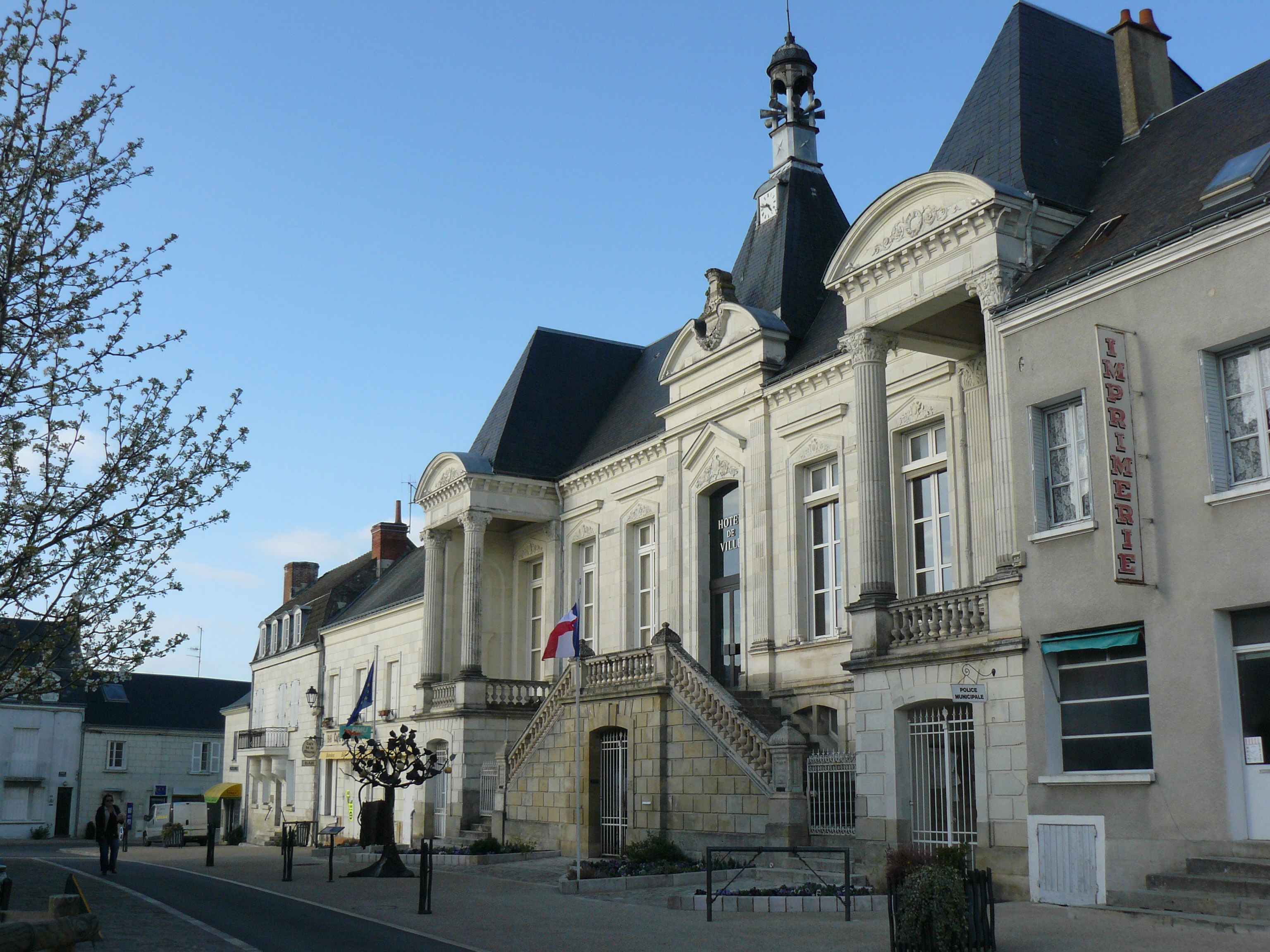
Мэрия
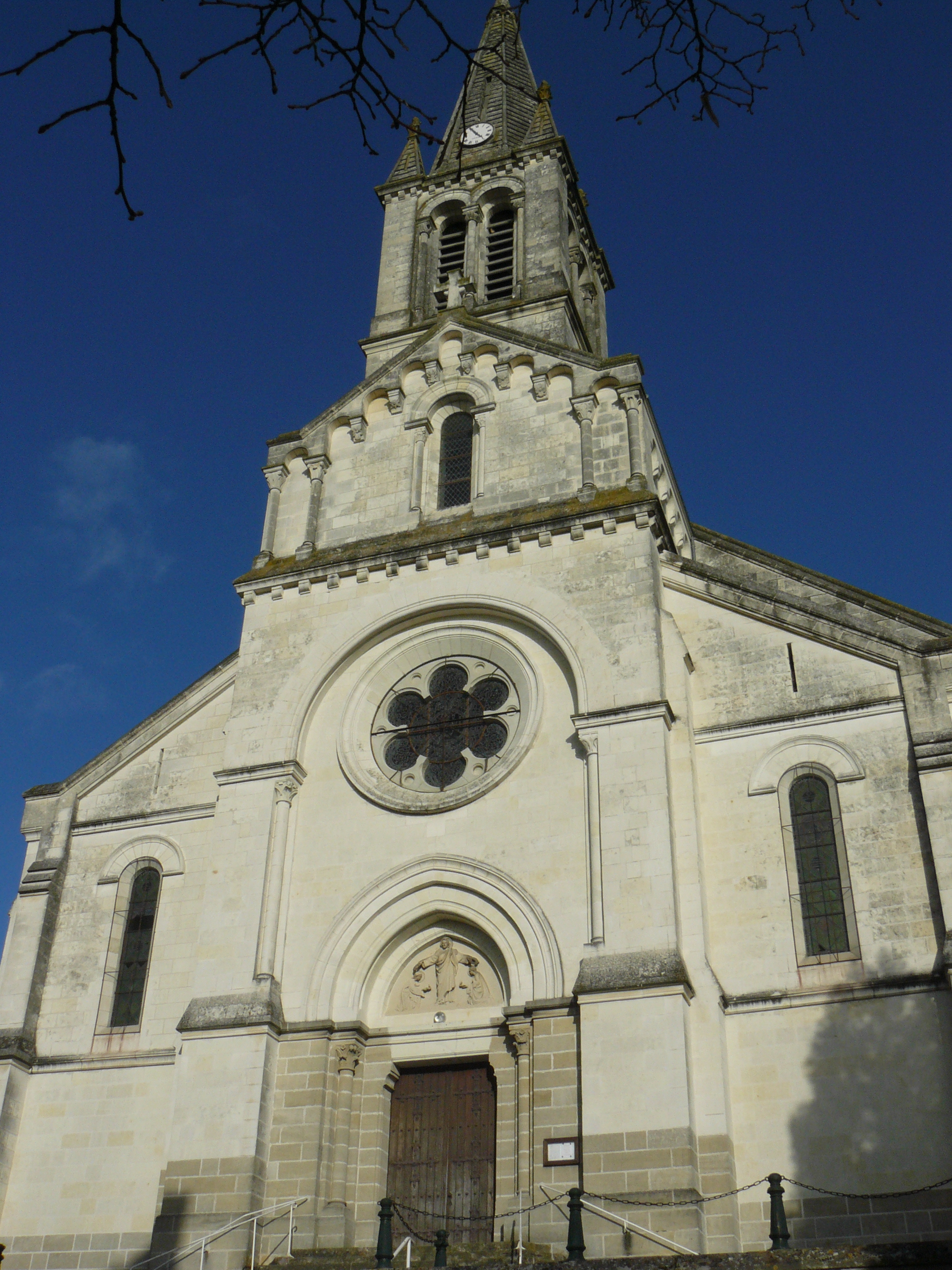
Церковь Сент-Мор-де-Турен
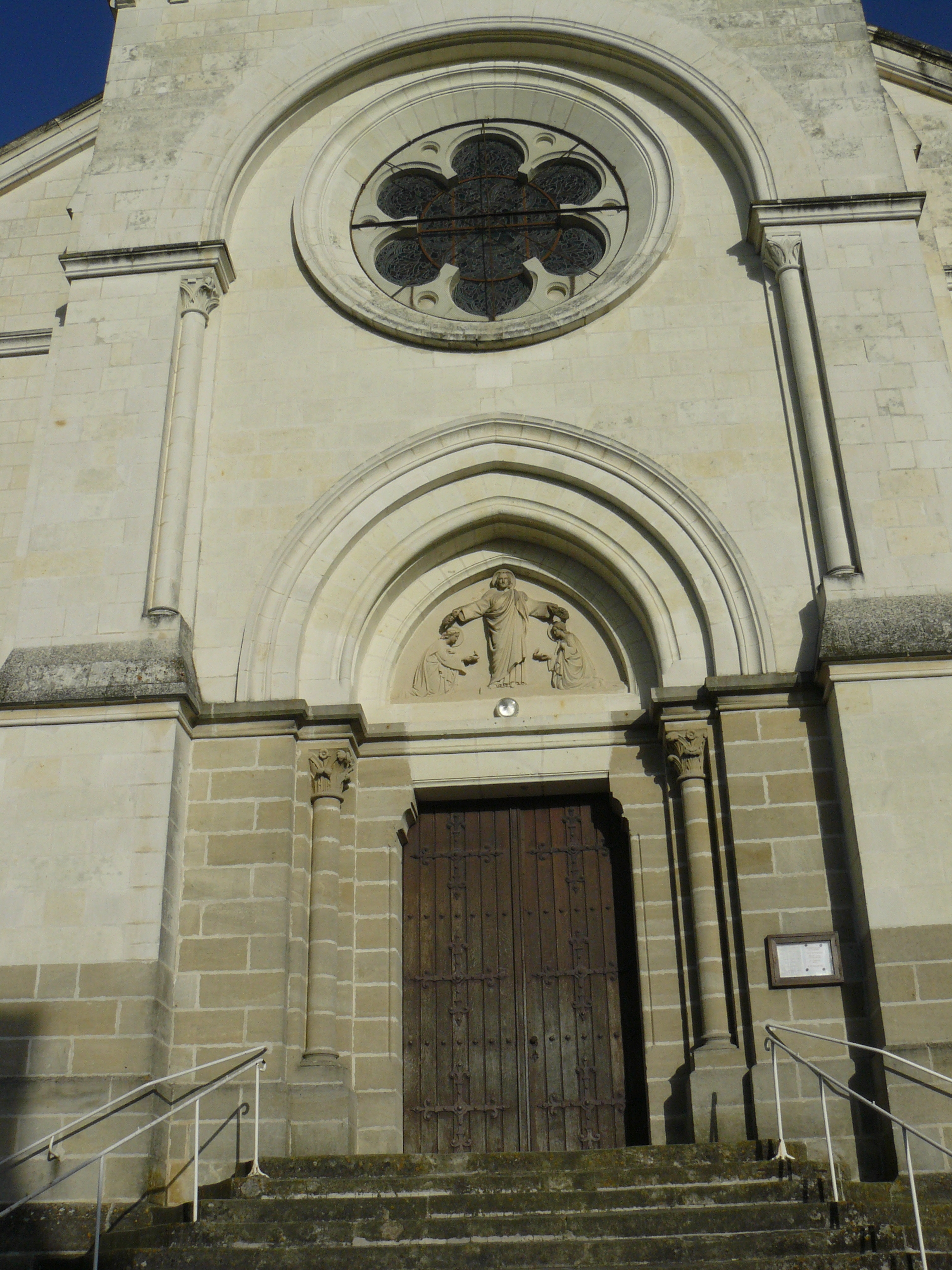
Церковь Сент-Мор-де-Турен
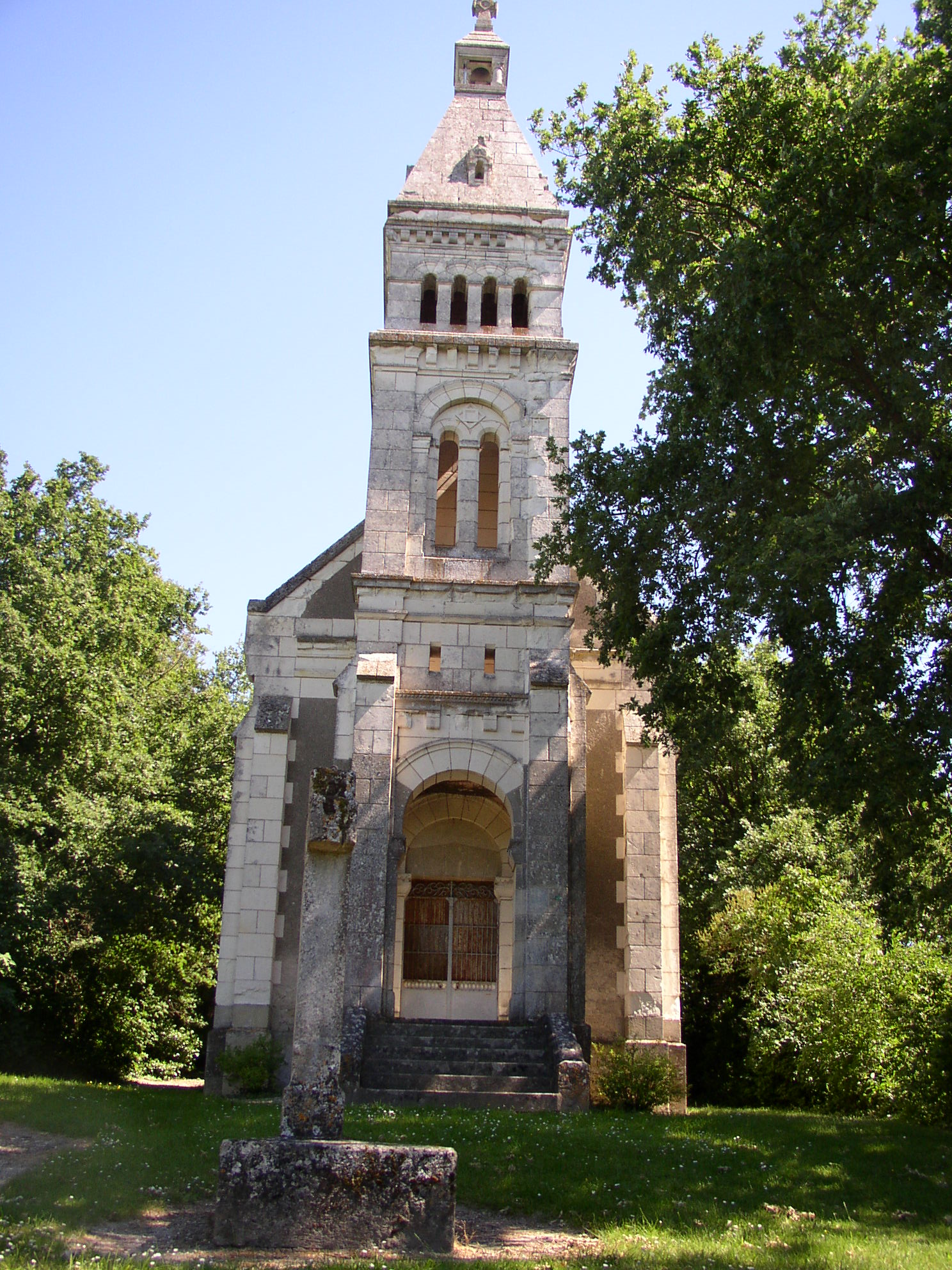
Часовня Богородицы